# Svetlana Rogozina
Svetlana Rogozina (née le 26 décembre 1992) est une athlète russe, spécialiste du 800 m.
Son record personnel est de 1 min 59 s 54, obtenu le 24 juillet 2014 à Kazan.

## Palmarès
Elle est arrivée première au championnat d'athlétisme de Russie de 2014.